# Zulema Robles
Zulema Robles (Norma Zulma Maldonado; * 4. März 1940 in Pergamino) ist eine argentinische Tangosängerin.

## Leben
Robles wurde als Sängerin von Sabina Olmos gefördert. Sie war 1969 Finalistin bei einem Wettbewerb in der Sendung Grandes valores del tango und 1970 ebenfalls Finalistin beim Wettbewerb um den Gardel del Oro beim Tangofestival von La Falda. An den folgenden Festivals von La Falda nahm sie dann bereits als professionelle Sängerin teil. Sie wurde Mitglied im Orchester Francisco Grillos, mit dem sie den Tango Tuya aufnahm, und wechselte dann zu Eduardo Cortti. Durch Vermittlung der Folksängerin Ramona Galarza kam sie zum Orchester Florindo Sassones und nahm mit diesem den Tango Madreselva auf. An Enrique Cahen Salaberrys Film Papá Corazón se quiere casar war sie Sängerin im Soundtrack beteiligt.
Seit den 1970er Jahren hatte Robles Auftritte bei Shows in Theatern und Tourneen durch Argentinien, in den Tangolokalen von Buenos Aires wie El Viejo Almacén, Caño 14, Patio de Tango, Rincón de los Artistas, Vos Tango und El Boliche de Rotundo, im Fernsehen in den Shows Grandes valores del tango auf Canal 9, Tango del millón und Tango club auf Canal 11 und der Matiné de Canal 7 und im Radio im Programm von Roberto Escalada und Héctor Gagliardi bei Radio Belgrano. Außerdem gehört sie zum Künstlerstab der Stadt Buenos Aires.